# Futura (tipografia)

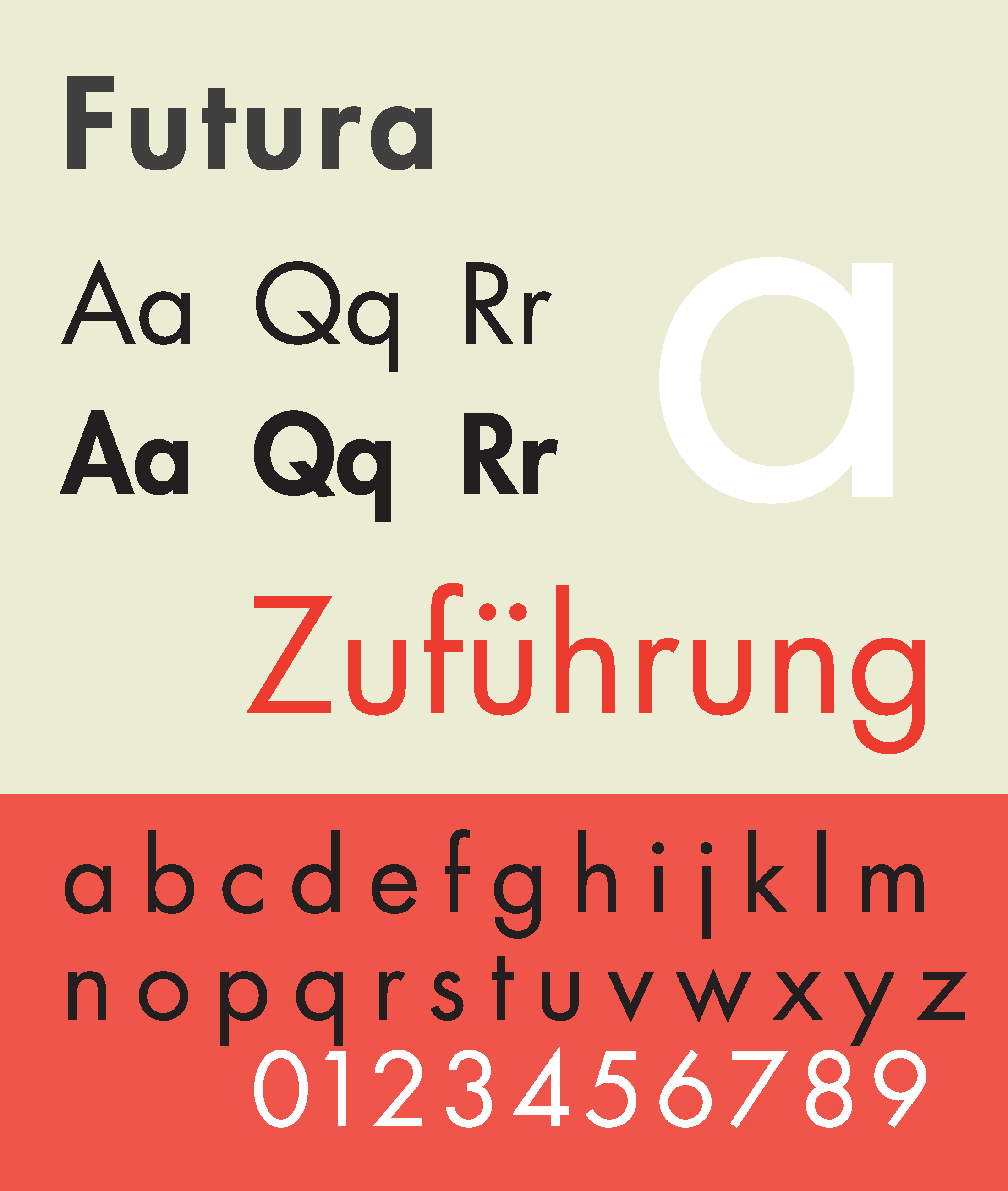

A Futura é uma família tipográfica sem-serifa considerada como um dos símbolos do modernismo no design gráfico. A fonte foi desenhada em 1927 por Paul Renner baseado em princípios rigidamente geométricos, inspirada nos ensinamentos da Bauhaus.

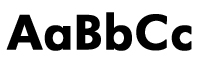
Exemplo da Futura em sua versão heavy.

A futura foi uma das fontes mais populares do século XX, especialmente nas décadas de 1950 e 60 devido à sua limpeza e impacto. Apesar disso, o tipo não é indicado para textos longos (especialmente textos literários como romances) devido ao cansaço de sua leitura prolongada. De qualquer forma, a fonte ainda é bastante eficiente em identidades corporativas, títulos, etc. Empresas como Volkswagen e Shell, por exemplo, fazem uso extenso da futura. O diretor Stanley Kubrick também é conhecido por fazer vasto uso desta família tipográfica em seus filmes.

## Exemplo de Futura
O parágrafo seguinte está escrito em Futura, caso esteja instalada no seu computador, senão é utilizada o tipo de letra monospace.

Design é um termo da língua inglesa que se refere a um determinado esforço criativo, seja bidimensional ou tridimensional, segundo o qual se projetam objetos ou meios de comunicação diversos para o uso humano. A tradução em português é portanto "projeto" e não "desenho", da qual é um falso cognato. Por este fato, ela é às vezes erroneamente traduzida como "desenho", mas não se refere diretamente ao ato de desenhar. Devido à influência da literatura inglesa e à baixa qualidade de algumas traduções, é comum encontrar nos países de língua portuguesa a palavra original, de forma que o profissional que trabalha na área de design (i.e. o projetista) é comumente chamado de designer.

ABCDEFGHIJKLMNOPQRSTUVWXYZ

abcdefghijklmnopqrstuvwxyz

1234567890

Exemplos de caracteres

IPA: /ɪgˈzɑːmpəl əv aɪpiːˈeɪ tɹɑːnˈskɹɪpʃən/.

Caracteres árabes: العربية.

Caracteres hebraicos: עברית.

Caracteres cirílicos: Кирилица.

Caracteres gregos: Ελληνικά.